# Bătălia de la Monte Piana
Bătălia de la Monte Piana a fost o serie lungă și sângeroasă de înfruntări care au avut loc pe vârful Monte Piana, care face parte din masivul Dolomiților Sexten. Între 1915 și 1917 au avut loc unele dintre cele mai violente ciocniri între soldații italieni și cei austro-ungari care au luptat timp de doi ani pe vârful plat al acestui munte. A fost unul dintre cele mai sângeroase, violente și unul dintre cele mai statice teatre ale întregului război și, în ciuda superiorității clare a oamenilor și a armamentului Armatei Regale, comandamentele italiene nu au reușit niciodată să cucerească pozițiile dominante pe muntele ocupat de austrieci, atât din cauza erorilor tactice cât și pentru incompetența comandanților într-o bătălie nouă și neobișnuită în munții înalți.

## Context
Deși Italia a fost membră a Triplei Alianțe cu Austro-Ungaria și Germania, nu a intrat în război în august 1914 susținând că niciunul dintre aliații săi nu a fost atacat direct. Italia a avut și o puternică rivalitate cu Austro-Ungaria care datează de la Congresul de la Viena din 1815, după războaiele napoleoniene, când orașele cu majoritate italiană au fost date Austriei Imperiale.
Granițele stabilite după cel de-al Treilea Război de Independență al Italiei îi favorizau aproape în toate cazurile pe austrieci, granița predominant muntoasă, care în partea de vest corespundea aproape peste tot cu actuala limită administrativă a regiunii Trentino-Alto Adige beneficia austriecii care se regăseau într-o situație de avantaj geografic peste tot, întrucât se aflau într-o poziție elevată față de italieni. Cu toate acestea, situația a fost diferită pe Monte Piana, unde a rămas străvechea graniță dintre Tirol și Republica Veneția, înpânzită de pietre memoriale pe platoul de vârf al muntelui; acesta a fost aproape în întregime teritoriu italian care pătrundea strâns pe teritoriul austriac îndreptat spre Dobbiaco. Austriecii, la rândul lor, s-au protejat de această amenințare transformând Rautkofel într-o poziție de artilerie foarte puternică completată de bateriile poziționate pe Col di Specie (mai sus de Pratopiazza) și pe Torre dei Scarperi, capabile să țină platoul Monte Piana în întregime sub foc. La izbucnirea conflictului dintre Italia și Austro-Ungaria, Muntele Piana s-a trezit în mijlocul unei răscruci fundamentale, care, dacă ar fi fost cucerită, ar fi determinat trupele italiene să intre în Dobbiaco și, prin urmare, să se poată îndrepta spre Brunico sau chiar Lienz.
Liniștea acestui munte era deja spulberată în primele zile ale războiului, când Monte Piana s-a dezvăluit pentru ceea ce era în viziunea strategică a conflictului, un munte gigantic turtit în vârf, ceea ce la începutul secolului al XX-lea a fost unul dintre nodurile de aprovizionare esențiale ale frontului Dolomit de est, iar care, dacă ar fi fost spart, ar fi condus direct la Val Pusteria și calea ferată, un nod vital al comunicațiilor austriece.

## Bătălia de pe Monte Piana

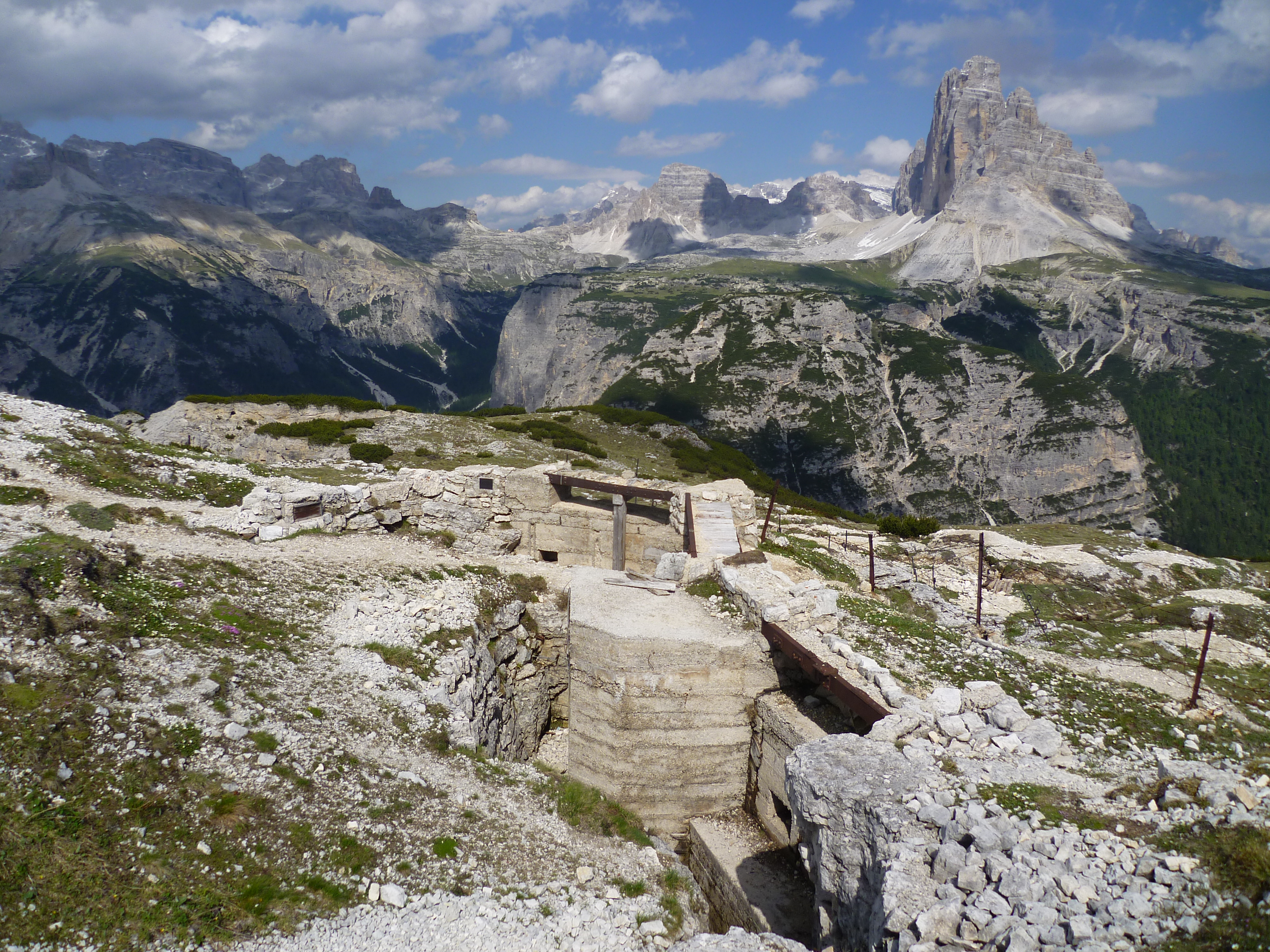
Tranșee de pe Monte Piana

Pe 23 mai la ora 7.00 pm, oficiul poștal imperial-regal din Dürrensee a fost informat telefonic că Italia a declarat război Austro-Ungariei. În timpul nopții, puținii grănicerii austrieci și-au abandonat posturile de-a lungul vârfului nordic al Muntelui Piana pentru a se muta în aval către liniile defensive și, în același timp, au distrus toate rețelele de drumuri. Italienii au făcut același lucru în dimineața zilei de 24 mai, când trupele alpine au incendiat Piano-Hütte, au construit tranșee de-a lungul marginii sudice și au trimis un pluton în apropierea piramidei Carducci, care constituia cel mai depărtat post italian.
Primii morți italieni pe frontul Cadore au fost 2 soldați Alpini din compania a 67-a, care în jurul orei 8.30. am pe 24 mai au fost loviți de o grenadă trasă din bateria austriacă de la Birkenkofel. Toate trupele alpine, eliberate de la datorie, s-au repezit la hotelurile mari din zonă, în căutarea de spioni inamici; Totuși, în cabina Grand Hotelului au găsit doar o mie de sticle din cele mai bune vinuri europene, pe care le-au băut (de fapt vinul a fost plătit cu o lună de salariu de către ofițerii alpini, plus contribuția ofițerilor).
La 27 mai, austriecii au transportat un obuzier la Passo Grande dei Rondoi, care a început imediat să bombardeze liniile italiene de la Piana. În acele vremuri, linia Monte Piana care mergea de la piramida Carducci până la prăpastia de pe Vallon dei Castrati era condusă de trupele alpine care efectuau patrule continue în Piz Popena și Höhlensteintal, în timp ce la 1 iunie două grupuri de geniști incendiau cazarmele din Rienza și cu jeleuri au întrerupt poteca care din orașul ocupat de austrieci la vest de Monte Piana, Carbonin, ducea la Forcella dei Castrati.

### Atacul austriac din 7 iunie 1915
Pe 7 iunie, în pregătirea atacului, artileria austriacă a început să vizeze pozițiile italiene încă de la 4 dimineața. În liniștea unei nopți de vreme rea, două grupuri de asalt de Standschützen au urcat încet și silențios spre vârful plat al muntelui, primul grup de asalt a plecat de la Carbonin sub conducerea sublocotenentului Wilhelm Bernhard și a fost cel mai numeros, acesta ajungând în valea de vest pe la 5.30 dimineața, și, sub acoperirea întunericului, a neutralizat rapid primii străjeri din tranșee și, în scurt timp, a izbucnit o grozavă încăierare corp la corp. Dându-se alarma, nu a durat mult până ce întăririle italiene au năvălit din garnizoana italiană din apropiere pentru a sprijini oamenii companiei 268 alpine. Între timp, a sosit și a doua unitate de atacatori sosiți de la Landro, aducând o contribuție decisivă la atac în favoarea austriecilor.
Ciocnirile au fost aprige și sângeroase mai ales în jurul piramidei Carducci. Austriecii au reușit să pătrundă în tranșeele italiene, dar au suferit un contraatac din partea trupelor alpine cu plutoanele sublocotenenților Giuseppe De Pluri și Antonio De Toni care au murit ambii în lupta alături de alți 100 de oameni.
Odată cu sosirea zilei, trupele italiene, obosite și decimate, împinse de austrieci în partea cea mai sudică a platoului, au fost ajutate de artileria poziționată în Longeres care a reușit astfel să oprească atacul inamic și mai ales valurile de întăriri. ; la ora 2.00 după-amiaza, comandamentul austriac, îngrijorat de numărul de pierderi din cauza focului de artilerie italiană, a ordonat restabilirea liniei frontului pe platoul nordic; în poziții care nu vor mai fi niciodată cucerite de italieni în timpul războiului. După câteva ore, italienii recapturează pozițiile din care austriecii s-au retras și pun stăpânire platoului sudic fără să tragă niciun foc. O companie și o echipă de mitraliori parte a 56-a Infanterie sunt trimise drept întăriri.

### Pozițiile sunt consolidate: iunie – iulie 1915
Din ziua următoare austriecii au început să sape tranșee adânci protejate de sârmă ghimpată, în ciuda faptului că garnizoana era expusă vremii neprielnice și foametei, având în vedere că proviziile nu soseau deoarece drumurile care legau fundul văii erau bombardate de artileria italiană, transformând aprovizionarea într-o adevărată misiune.
Desfășurarea italiană a fost astfel consolidată și pregătită în următoarele sectoare de luptă:
- Subsectorul Val Boite (de-a lungul râului Felizon): două batalioane de infanterie pe front și unul în rezervă la comandamentul regimentului din Majon di Valgrande;
- Subsectorul Valle Ansiei de la Piz Popena la Vallon dei Castrati conținea un batalion de infanterie în Val Popena, unul pe Monte Piana, unul în rezervă în Forcella Bassa, între Cima delle Saline și Col della Selva și toate cu comanda regimentală în Misurina;
- Vallon dei Castrati în Forcella Giralba: un batalion de infanterie de la Val Rimbianco la Forcella Col di Mezzo, unul în regiunea Cengia și Giralba, unul în rezervă la comandamentul regimentului din Casoni Crogera.

În plus, după lecția primită în 7 iunie, pentru a-i împiedica pe austrieci să acceseze Monte Piana prin Vallon dei Castrati, italienii au trimis oameni să blocheze Val Rimbianco la înălțimea cazărmii cu același nume (între Sasso Gemello și Forcellette). Atitudinea austriecilor, în ciuda unor atacuri italiene sângeroase care au fost respinse, nu s-a schimbat, atenția principală fiind dedicată apărării, dar atacurile ofensive și focul de artilerie nu au fost disprețuite. În noaptea de 15 iunie, o patrulă austriacă, de fapt, apropiindu-se de Forcella Giralba în zori, a tras într-un soldat italian trimis în recunoaștere, infanteristul Ricciuti, care, deși era rănit, a reușit să-i respingă patrula austriecă până la sosirea întăririlor.

### Primul atac italian

#### Pregătiri
Comandamentul italian a fost excesiv de precaut în primele săptămâni de război și nu a profitat de numeroasele ocazii pentru a exploata liniile austriece prost aprovizionate și prost apărate. Deci, după o lungă perioadă de stagnare inutilă, s-a decis să atace numai după sosirea unui număr suficient de baterii de artilerie. Această superioritate numerică a fost anulată de această perioadă de așteptare, care a permis celeilalte tabere să consolideze decisiv pozițiile de apărare. Generalul Ottavio Ragni a emis ordinul de operațiuni care prevedea atacul în forță împotriva barajelor Landro și Sesto; cu suportul bateriilor distribuite astfel:
- Artileria Armatei a IV-a

| Cortina de Nord             | Passo Tre Croci               | Val Padola                           | Suplimentar                                         |
| 1 baterie de 149            | obuziere 1 baterie de 305     | obuziere 2 baterii de 210            | mortare și baterii montane în Longeres și Lavaredo  |
| 1 baterie de 210 mortare    | 1 baterie de 280              | obuziere 1 baterie de tunuri de 149A | 3 baterii de câmp în Val Popena                     |
| 1 baterie de tunuri de 149A | 1 baterie de obuziere de 149A | 1 baterie de tunuri 149G             | baterii in Longeres                                 |
|                             |                               |                                      | 6 baterii intre Colesei si Col Rosson (zona Carnia) |

Date preluate de la:
Atacul a fost încredințat brigăzii Marche, unei companii a batalionului Pieve di Cadore cu sarcina de a ataca pozițiile de pe creastă și a unui batalion al brigăzii Como, cu misiunea de a ocoli pozițiile austriece care trec prin Carbonin. Dar lucrările defensive austriece de pe creasta Pianei au atras cea mai mare atenție a comandamentului italian, iar infanteriștii sub ordinele maiorului Angelo Bosi au fost nevoiți să atace aceste puncte defensive austriece. Atacul ar fi avut loc pe trei linii: linia principală, împărțită în 4 plutoane, îndreptată spre pozițiile defensive consolidate și tranșee, coloana din dreapta îndreptată spre Landro și coloana din stânga îndreptată către Rauhkofel. Pe partea austriacă, apărarea Monte Piano a fost încredințată unui batalion de Landesschützen și unui batalion al ' Alpenkorps” ; pe data de 19 a mai urcat pe munte și un batalion din cadrul Kaiserjäger.

#### Atacul
La 5 dimineața pe 15 iulie, un foc neîncetat de artilerie italienească a început să bombardeze pozițiile austriece aflate și la Monte Piana și la piramida Carducci. Trei ore mai târziu, o rachetă lansată de la Villa Loero pe Colle S. Angelo, a dat semnalul infanteriei să sprinteze înainte, și de îndată ce soldații au ieșit din tranșee, reacția artileriei aștepta atacul austriac, care a provocat 13 decese italiene și aproximativ o sută de răni ușoare. În jur de ora 13, o companie de soldați Alpini de-a lungul traseului principal ajunge la piramida Carducci care a fost găsită liberă și neapărată, soldații începând să fortifice zona, nemaiputându-se îndrepta spre lucrările austriece, după ce oricum luaseră Vallon dei Castrati.
În dimineața următoare, s-a decis ca la amiază, companiile a 9-a și a 11-a italiene să atace pozițiile austriecilor pentru a acoperi distanța de 400 de metri care despărțea cele două linii inamice și să cucerească tranșeele austriece. Când cele două companii au ieșit din tranșee, au fost întâmpinate de un baraj dens de artilerie austriacă care i-a forțat să-și încetinească considerabil înaintarea și, când au ajuns la Forcella dei Castrati, au fost deja reduși semnificativ în avânt și personal, astfel încât nu a fost posibilă cucerirea liniilor austriece.
Timp de cinci zile, atacurile s-au succedat pe cele trei rute, fiind atât sângeroase, cât și inutile. Exista o posibilitate ca austriecii să fie alungați de pe platoul sudic și să fie cucerită Forcella dei Castrati, dar nu și importanta și strategică margine de nord a muntelui, care a rămas necucerită în ciuda atacurilor repetate. Numai în ultima zi a atacului, pe 20 iulie, cifrele italiene vorbesc despre 104 morți, 578 răniți și 151 dispăruți, majoritatea dezintegrați de artileria inamică. La 17 iulie, maiorul Bosi și căpitanul Gregori și-au pierdut și ei viața.

### Acțiunea generalului Luca Montuori

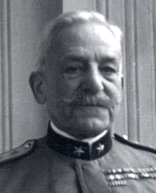
Generalul Luca Montuori.

După atacul italian, trupele austriece s-au trezit cu pozițiile distruse și neutilizabile, reconstrucția fiind posibilă doar noaptea, iar lipsa cronică de provizii a înrăutățit situația. În pozițiile italiene, „Umbria” a înlocuit „Marche” în pozițiile de la Val Popena la Croda dell'Arghena, în timp ce „Marche” s-a retras între Somprade și Auronzo di Cadore, la gura Val Marzon.
Și profitând de acest avantaj de slăbiciune al inamicului, generalul Luca Montuori, la 2 august, cu divizia sa, a încercat asaltul asupra bastionului defensiv al barajului Sesto, cu acțiuni demonstrative pe Muntele Paterno, Monte Piana și valea Boite. Acțiunea principală a reușit să cucerească vârful Monte Rosso, dar apoi italienii au fost forțați să se retragă, în timp ce acțiunea pe munții mai înalți, de la Paterno spre Bacher, nu a avut succes. A treia operațiune a fost efectuată de brigada Umbria pe Monte Piana, cu același concept operațional, cu trei rute ca și atacul anterior, dar dând mai multă pondere traseului Val Popena. De altfel, aici a fost repartizat întregul Regiment 54 Infanterie, în timp ce două batalioane ale Regimentului 53 Infanterie „Umbria” au fost relocate pe creastă. Pe 3 august, două redute inamice au fost cucerite, iar a doua zi acțiunea Italiei a fost suspendată din cauza vremii neprielnice și a ploii abundente care au făcut tabăra impracticabilă și vederea insuficientă. În zilele următoare însă, austriecii au contraatacat pentru a recâștiga redutele pierdute, dar au fost respinși de infanteriștii companiilor a 9-a, a 11-a și a 12-a.

### Continuând lupta
Pe parcursul lunii august, o succesiune de atacuri au devastat platoul Monte Piana. La 11 august, unitățile italiene au ocupat creasta de vest care era parțial în mâinile austriece, cu acțiuni îndrăznețe și eroice ale trupelor alpine sub comanda căpitanului Rota și sublocotenentul Croce, iar în după-amiaza aceleiași zile au urmat contraatacuri violente ale unităților bavareze, însă toate atacurile au fost respinse. Lupta este fără oprire. În timpul noapții austriecii aruncă grenade de mână și trag încontinuu în direcția liniilor italiene pentru a nu le lăsa să se odihnească. Zilele următoare au avut loc și atacuri violente care s-au soldat cu luptă corp la corp sângeros, care la 15 august i-a costat pe austrieci peste 100 de morți și 44 de morți și 64 de răniți pentru italieni.
Abia la 11 septembrie italienii au lansat un contraatac serios, după ce la 1 septembrie austriecii au cucerit creasta de est de pe care italienii au numit-o „cărarea pionierilor” prin care trecea aprovizionarea inamică. Comandamentele italiene decid asupra unei manevre de flancare în cel mai înalt sector al versantului estic, precum și continuarea atacurilor de-a lungul versantului vestic și a Piz Popena, unde gardurile sunt însă intacte. În zori, acțiunea artileriei de calibru mic și mediu a început împotriva versanților nordici ai Monte Fumo, pe creasta de nord-vest a Monte Piana și împotriva Monte Piano. Dar din cauza planificării proaste a atacului, care a fost incredibil de hotărât să captureze într-unul dintre cele mai bine protejate puncte ale inamicului, la 19:30 acțiunea a fost suspendată.
A doua zi bombardamentele italiene continuă, contraatacurile austriece care vizează reluarea șanțului Val Popena sunt respinse, iar învăluirea pozițiilor inamice nu mai are loc. Pe 13 septembrie, bombardamentele italiene au continuat și o echipă de geniști a încercat din nou să taie gardul de la Monte Piano, dar în zadar. A doua zi, austriecii au reacționat atacând de-a lungul întregului front, dar au fost respinși de artileria italiană.
Pe 14 septembrie, austriecii atacă de-a lungul întregului front din Val Popena inferioară, dar sunt respinși de artileria italiană care remarcă totuși 2 piese de artilerie lovite și una scoasă din uz. Zile și zile atacurile și contraatacurile s-au succedat cu toate mijloacele, iar încăpățânarea comandamentului italian a făcut ca zile întregi patrulele să fie măturate în încercarea de a depăși gardurile de la Monte Piano. Abia pe 26 septembrie s-au încheiat operațiunile, când Batalionul 9 renunță de la acțiune, deși împins de comenzile Brigăzii, care doreau valuri continue și inutile spre un obiectiv de necucerit.

### Impasul din iarnă
„Aici sus iarna a început deja la sfârșitul lunii septembrie, nu în tăcere și pace, [...] ci cu zgomotul înfricoșător al războiului. [...] inamicul nici nu le-a acordat odihna definitivă căzuților lor, dintre care sute au rămas în fața gardurilor noastre după atacuri sângeroase, și pe care i-am îngropat pe loc; grenadele de calibru mare zguduiau pământul noapte și zi, redeschizând șanțurile. [...]”—Kaiserschütze Heinz von Lichem
Dificultățile climatice din timpul iernii și dificultatea evidentă de a stabili poziții situate mai sus, au făcut să se estompeze ideea unei acțiuni de amploare pe Monte Piana și în regiunile învecinate. Acțiunile sporadice și acțiunile de perturbare și descurajare a inamicului nu s-au oprit, dar nu au existat mai multe acțiuni italiene majore pe frontul Monte Piana. Ambele părți, dar mai ales cea austriacă, s-au gândit să își întărească pozițiile și să le adapteze la climatul aspru de iarnă. Pe partea austriacă a fost pusă în funcțiune prima telecabină austriacă și au început lucrările la telecabina grea de la Dürrensee, cu energie electrică fiind furnizată și în fabricile austriece.
Se lucrează și pe partea italiană pentru finalizarea adăposturilor și a pozițiilor avansate de pregătire pentru iarnă. În decembrie, generalul Nava a fost înlocuit cu generalul Mario Nicolis de Robilant, iar ambele părți încep un nou război, de data aceasta cel împotriva iernii. Landesschützen repară linia electrică pentru iluminarea cazărmii de pe platoul nordic și pentru utilizarea a unui reflector portabil. La începutul lunii ianuarie, telecabina grea austriacă este finalizată și 3 Aruncatoare de flăcări și 3 Minenwerfer sunt trimise la garnizoană. Dar nu numai armele de foc provoacă moartea, ci și avalanșe, precum cea din 5 martie care a măturat 150 de austrieci, în care cei rămași în viață și-au căutat tovarășii timp de 17 ore, dar fără a întâlni vreo acțiune ofensivă din partea italienilor care nici măcar nu au făcut o singură lovitură.

## 1916

### Operațiunile din primăvară
Confruntările dintre cele două facțiuni s-au reluat la 1 aprilie, cu o serie de atacuri italiene pentru cucerirea cotei 1979 de la Monte Fumo. Primul atac a fost lansat de o unitate de infanterie în jurul orei 08.00 a aceleiași zile, care a dus la capturarea a 33 de austrieci și ocuparea unor puncte la nord-est de Monte Fumo și creasta Costabella. Bombardamentele în stil înainte-înapoi a artileriei inamice continuă zile întregi, vârful dealului care este în mâinile italienilor este lovit neîncetat de focul inamic, așa că comandamentul italian decide să atace înălțimea de la care austriecii decimează garnizoana italiană. Din păcate, austriecii s-au pregătit și pentru un atac menit să recâștige poziția lui Monte Fumo, ciocnirea fiind groaznică, ambele părți nu au cedat teren, dar pierderile au fost mari pentru ambele, 60% pentru austrieci și 40% pentru italieni, și, în ciuda tuturor lucrurilor, în dimineața următoare, 350 de austrieci au continuat atacul, reluând poziția Costabella care i-a costat pe italieni 70 de răniți și 140 de dispăruți.
În restul anotimpului, comandamentele italiene au renunțat la înaintare, dar au continuat să perturbe tranzitul trupelor și materialelor austriece, lovind continuu stațiile Dobbiaco și San Candido. În consecință, s-a decis plasarea unei secțiuni de obuziere de 305 mm într-o poziție favorabilă pentru a lovi pozițiile inamice. Munca necesară a necesitat serviciul câtorva sute de soldați timp de 3 luni, dar în a doua jumătate a lunii mai 1916 primele lovituri au căzut asupra S. Candido.
1916 a văzut o întărire progresivă a pozițiilor, mai ales pe partea austriacă care a transformat întregul vârf nordic al Monte Piano într-o rețea de lucrări și poziții defensive, inclusiv tranșee acoperite, tuneluri de legătură în munte, peșteri echipate pentru diferite treburi, de la cămine la bucătării. La rândul lor, italienii, cu forțe mai mari dar cu poziții defavorizate, au continuat înaintarea foarte lentă pe platoul nordic în mâinile inamicului, reușind în august să cucerească așa-numitul „șanț alpin”.

### Lupta pentru „Kuppe K”
Încă din momentul acțiunii de învăluire, austriecii ocupaseră un loc în colțul de nord-est al șanțului alpin din care să țintească Forcellette și o denumiseră Kuppe K („Punctul K”). Temându-se de o înaintare italiană pe platoul nordic, austriecii au efectuat un atac masiv împotriva italienilor, extinzându-se și la Forcella dei Castrati pentru a distruge complet structura ofensivă italiană. Atacul trebuia efectuat prin exploatarea elementului surpriză, așa că a fost planificat fără baraje de artilerie înaintea atacului și în timpul nopții. Trupele au pătruns în tranșeele italiene care erau goale, le-au distrus și s-au întors netulburați la pozițiile lor inițiale.
La începutul lunii august însă, comandamentul austriac a considerat indispensabilă posesia Forcella dei Castrati și Kuppe K, așa că a fost ordonat un nou atac reușit. Atacurile și contraatacurile s-au succedat, la 23 august o unitate a Brigăzii Umbria a cucerit Kuppe K, dar două zile mai târziu a avut loc o nouă încercare austriacă care s-a încheiat cu moartea a 47 de atacatori din 51. Recucerirea a avut loc de către o unitate de alți 60 Kaiserschützen. Întăririle austriece nu au întârziat să apară și au permis pregătirea punctelor defensive într-un mod mai bun, dar italienii nu au stat degeaba, așa că aceștia au săpat un tunel între tranșeele din apropiere și Kuppe K, iar prin surprindere, noaptea, după un bombardament puternic, un pluton italian de Arditi a reușit să-și recapete poziția, cucerind întreaga garnizoană inamică.

### Impasul din iarnă
De aceea, italienii s-au gândit să-și întărească din nou pozițiile, cu cuiburi de mitraliere și bombardamente de-a lungul marginii stâncoase cu vedere la Val Rinbianco. Austriecii și-au îmbunătățit și ei pozițiile, dar și-au îmbunătățit și legăturile cu Dürrensee, totuși, acțiunile ofensive nu s-au oprit. La 17 octombrie, artileria italiană a aruncat peste 1.000 de obuze pe vârful nordic al Muntelui Piana, provocând pierderi grave și pagube mari. Dar iarna nu ierta pe nimeni, astfel încât, pe 13 decembrie, pe Muntele Piana erau 7 metri de zăpadă și −42 °C. Moartea albă din această perioadă a provocat mai multe victime decât incendiile. În unele zile schimbarea străjerilor se făcea după doar 30 de minute pentru a evita riscul înghețului, iar acțiunile ofensive au ocupat un loc hotărât în fundal.

## 1917

### Vara lui 1917
Pe tot parcursul iernii și toamnei anului 1917 nu au avut loc evenimente substanțiale, dar războiul de uzură și-a continuat ritualul macabru de bombardamente, ciocniri între patrule, tentative de infiltrații inamice, dar în acea iarnă tensiunea era maximă, tuneluri erau săpate de ambele părți pentru minele terestre și camerele pentru mine. Atât austro-ungarii cât și italienii lucrau la intensitate maximă să sape și în același timp timp înțelege unde lucra inamicul.
Spre primăvară, comandantul Brigăzii 61 de Munte, colonelul Von Kramer, a considerat indispensabilă cucerirea totală a vârfului sudic, în timp ce generalul-maior Von Steinhart era sceptic în fața unei asemenea întreprinderi. Planul operațional a propus ca obiectiv construirea unui tunel pentru amplasarea de mine sub pozițiile italiene situate în jurul piramidei Carducci. Lucrările au continuat pe tot parcursul primăverii și verii, iar când tunelul era gata de a fi dat în folosință, a venit ordinul de a opri lucrările, deoarece austriecii erau convinși că operațiunea minieră a fost suspendată pe partea italiană. Întradevăr, italienii se opriseră din minatul pozițiilor austriece.

### Planul austriac
Atacul austriac lansat pe Monte Piana la 22 octombrie 1917, deși a fost condus cu violență extremă, avea doar scopul de a distrage atenția trupelor italiene de la mișcări tactice mai mari și de a reține rezervele italiene din Cadore; pentru a nu-i lăsa să fie degajați spre celălalt atac la scară largă care ar fi fost efectuat la Kobarid.
La începutul lunii septembrie situația garnizoanei austriece de pe Muntele Piana devenea tot ma rea. Italienii întotdeauna erau perfect acoperiți de artilerie, înaintau precauți dar inexorabil spre pozițiile inamice, s-a aprobat așadar ideea unei operațiuni masive (care a coincis cu mare ofensivă în zona superioară a râului Isonzo) indicată cu numele de cod Operațiunea Herbst.

### Bătălia finală de la Monte Piana
La 21 octombrie 1917, la ora 6.00 dimineața, a început un foc intens de artilerie care a incendiat pozițiile italiene timp de 13 ore. A doua zi după 22 octombrie, la ora 5.00 dimineața, peste o sută de piese de artilerie, Bombard și lansatoare de mine și-au concentrat focul asupra pozițiilor italiene. Trupele Kaiserjäger într-o primă încercare au ieșit din tranșee încercând să depășească gardurile, pe care însă nu le-au trecut din cauza mitralierelor italiene. Prin acest fapt, artileria austriacă a început să lovească masiv liniile inamice și unele poziții italienești au căzut din nou sub focul aruncatoarelor de flăcări ale Alpenkorps-ului german. În acea zi, austriecii trimiși acțiune au distrus 3 plutoane italienie, printre acestea și Departamentul V de Asalt al generalului Robilant care s-a remarcat prin marea sa vitejie și temeritate și care a fost trimis lângă Misurina sub Regimentul 54 Infanterie al brigăzii Umbria. În acea zi, la cinci dimineața, peste o sută de tunuri austriece și-au concentrat focul asupra pozițiilor italiene. Kaiserjägerii austrieci au ieșit din tranșeele lor de dedesubt și cu bombardamentele austriece și lansatoare de mine și-au continuat asaltul și distrugerea, așa că unele poziții italiene au trebuit să fie abandonate și cedate inamicului. În încercarea de a le recuceri, comandamentele italiene au decis să folosească plutonul Departamentului V Asalt aparținând corpului Arditi care, în ciuda pericolului, a contraatacat cu entuziasm într-o încercare disperată de a-i ține sub control pe austrieci. Exemplul sublim de eroism și dragoste patriotică a lui Ruggero De Simone (a primit ulterior o medalie de aur), locotenent comandant al primului pluton de asalt, a fost rănit de o așchie de grenadă în gură, în mijlocul ploii de foc, dar a continuat să mențină comanda împotriva devastatorului și necontenitului foc inamic pe care îl incita camarazii săi la atac. Intrând în contact direct cu Kaiserjägerii în lupta corp la corp, a fost rănit la un braț și apoi la un picior. Austriecii, în clară supremație, i-au ordonat să se predea, dar ca răspuns au primit împușcături din pistolul său din dotare și strigătul: „Trăiască Italia!”. Rănit a treia oară și supus la un al doilea apel de capitulare austriac, el a răspuns „Nu, trăiască Italia!”. În cele din urmă, împușcat în inimă, a murit într-o încercare obositoare de a-și apăra țara. În acea zi dramatică, austriecii au cucerit niște tranșee pe care au fost trase obuzele de artilerie italiană, provocând 93 de morți și 84 de răniți pe partea austriacă și 3 morți și 11 răniți în tabăra cealaltă.
La fiecare 15 minute mortarul de 280 mm de pe Muntele Tre Croci trăgea în pozițiile austriece, fulgerările de artilerie nu au încetat toată noaptea de 22 octombrie, iar la ora 6.00 dimineața, soldați Ardiți și unele companii de Alpini au atacat cu entuziasm, recucerind, ca într-un joc trist și macabru, pozițiile pe care tocmai le pierduseră. În 22 octombrie a fost ultima acțiune de la Monte Piana, deoarece, așa cum se așteptau austriecii, pe 3 noiembrie toate unitățile italiene au fost nevoite să-și abandoneze pozițiile pentru a se îndrepta către Piave, în ultima încercare disperată de atac austriac.

## Rezultat
În cele din urmă, cei doi ani de război de pe Monte Piana au dus în esență la un rezultat neconcludent în care cele două tabere s-au luptat între ei pe o bucată de teren timp de doi ani lungi, fără să reușească vreodată să submineze forțele inamice. Pe de o parte erau austriecii cu avantajul notabil al unei poziții la înălțime din care să contracareze avantajos atacurile inamice, pe de altă parte italienii, încă de la începutul conflictului, superiori ca armament și ca număr, aceștia nu au reușit niciodată să facă avansuri majore din cauza încăpățânării comandanților din timpul Primului Război Mondial de a ataca în valuri și frontal, de a cuceri și menține stăpânirea pozițiilor inamice cucerite. Pe de altă parte, condițiile climatice dure care au decimat ambele părți și terenul neobișnuit de luptă nu au ușurat lucrurile; avalanșe, frig și accidente pe poteci aproape impracticabile au provocat mai multe victime decât luptele, care, în realitate, deja după vara anului 1915 au fost sporadice și adesea de scurtă durată.
Mai mult, atitudinea defensivă a austriecilor, deja angajați pe Frontul de Est, favorizată de teritoriul montan, a permis apărătorilor să se baricadeze ani de zile de-a lungul întregului front dolomit fără a renunța vreodată la unele poziții. Această atitudine le-a permis austriecilor să se organizeze și să spargă liniile italiene într-o ultimă ofensivă majoră la Caporetto pe 24 octombrie, la doar două zile după ultima ofensivă de pe Muntele Piana.
In acest teatru de razboi a avut loc un lung razboi de uzură ale cărui semne sunt și astăzi clar vizibile în acel muzeu în aer liber care este Monte Piana. Pot fi vizitate tranșee, tuneluri și garduri, într-unul dintre cele mai evocatoare medii din toți Dolomitii, datorită muncii asociației "Amici delle Dolomiti" creată in 1981 de colonelul austriac Walther Schaumann.